# Frank Wolff (personage)
Frank Wolff is een personage uit De avonturen van Kuifje. Hij komt voor in één lang Kuifje-verhaal, dat bestaat uit de twee losse albums Raket naar de maan en Mannen op de maan. Hij overleeft dit avontuur niet.

## Rol in de strip
Wolff is een astronomisch ingenieur die werkt op de ruimtebasis in Sbrodj, een stad in Syldavië. Hij is de naaste assistent van professor Zonnebloem, die bezig is een raket te ontwerpen die mensen naar de maan moet brengen. Wolff is ook degene die Kuifje en kapitein Haddock op de basis welkom heet, waarna hij hen naar de werkkamer van Zonnebloem leidt.
Aanvankelijk maakt Wolff een heel ontspannen indruk, maar naarmate het verhaal vordert lijkt het er steeds meer op dat hij iets duisters te verbergen heeft. Hij wordt ook steeds meer in zichzelf gekeerd, terwijl hij aan het begin juist heel open naar iedereen toe was. Er gebeuren aan het begin van het verblijf op de maan enkele vreemde dingen terwijl Wolff net in de buurt is; zo valt er ineens een kist uit de raket, waardoor de professor bijna wordt verpletterd.
Uiteindelijk blijkt dat Wolff een verrader is. Vroeger, toen hij eerst in een Amerikaanse kerncentrale werkte, raakte hij hevig verslaafd aan gokken. Hij werd vervolgens door schuldeisers gechanteerd om nucleaire geheimen aan hen door te spelen. Om aan hen te ontkomen, vluchtte hij naar Europa en kwam uiteindelijk in Sbrodj terecht, waar hij dacht zijn verleden eindelijk achter zich te kunnen laten. Maar kort nadat Zonnebloems vrienden op de basis arriveerden kwamen zijn oude schuldeisers hem opnieuw op het spoor, die hem vervolgens opnieuw chanteerden om deze keer alle geheimen van de raket aan hen door te spelen zodat zij de raket in handen konden krijgen. Als gevolg hiervan moest Zonnebloems eerste maanraket op zijn weg terug naar de aarde worden vernietigd. Als vervolgens de bemande vlucht plaatsvindt, moet Wolff eraan meewerken dat een spion (kolonel Jorgen) als verstekeling aan boord van de raket komt. Jorgen vertelt aan Wolff dat hij de anderen op de maan wil achterlaten. Wolff vindt dit vreselijk, maar zwicht alsnog, vanwege het dreigende zuurstoftekort aan boord van de raket. Op het allerlaatste moment kan Kuifje nog voorkomen dat de raket vertrekt. Jorgen en Wolff worden hierna ontmaskerd en gevangengezet.
Wolff is van hen beiden de enige die spijt heeft. Later, als Jorgen alsnog iedereen aan boord dreigt dood te schieten, grijpt Wolff in, met als gevolg dat Jorgen per ongeluk om het leven komt. Kuifje toont zich bereid om Wolff weer te vertrouwen, ondanks hevige tegenkanting van Haddock. Even later blijkt Wolff om onverklaarbare redenen verdwenen te zijn. Als Haddock en Kuifje op onderzoek uit gaan en enkele doorgeknipte kabels zien, vrezen ze in eerste instantie dat hij hen opnieuw heeft verraden. Dan blijkt dat Wolff uit de raket is gestapt, in de hoop dat de anderen hierdoor voldoende zuurstof over zullen houden voor de rest van de terugreis. De kabels moest hij doorknippen om te voorkomen dat het alarm afging. Hij liet ook een korte afscheidsbrief achter waarin hij nogmaals zijn spijt betuigt over alles wat er is gebeurd.

## Extra zin
In de tijd dat dit Kuifje-verhaal uitkwam was België streng katholiek, en zaken als zelfmoord waren absoluut taboe. In opdracht van het weekblad Kuifje moest Hergé daarom aan Wolffs afscheidsbrief nog de zin Misschien zal een wonder me veroorloven om ook weer terug op aarde te komen toevoegen. In een interview verklaarde Hergé achteraf dit zeer te betreuren, omdat de wezenlijke essentie van Wolffs daad – nl. zelfopoffering – volgens hem hiermee verloren ging.